# Trinus Riemersma
Trinus Riemersma (Ferwerd, 17 mei 1938 – Leeuwarden, 15 maart 2011) was een Friese schrijver.

## Levensloop
Riemersma is geboren en opgegroeid in Ferwerd. Hij heeft de kweekschool gedaan en zijn mo B-akte Fries gehaald. In 1979 studeerde hij af in de Friese taal- en letterkunde en in 1984 promoveerde hij op het proefschrift Proza van het platteland. 
Riemersma is heel zijn actieve leven werkzaam geweest in het onderwijs. Hij begon aan de lagere scholen van Gauw en Herbaijum. Later werkte hij aan de Vrije Universiteit in Amsterdam en de lerarenopleiding van de NHL Hogeschool. In 1996 nam hij afscheid van het onderwijs.

### Riemersma als schrijver
Hij staat bekend als een tegendraads schrijver. In de jaren zestig en zeventig koos hij voor controversiële thema's en een soms ruw taalgebruik in zijn romans. Na de spellingwijziging van 1980 besloot hij een eigen spelling voor het Fries te gebruiken. In de jaren tachtig maakte hij toch de overstap naar de officiële spelling.
Trinus Riemersma heeft tweemaal de Gysbert Japicxpriis gekregen: in 1967 voor zijn eerste roman, Fabryk, en in 1995 voor de roman De reade bwarre. Voor zijn korte verhalen heeft Riemersma zesmaal de Rely Jorritsmapriis gekregen. Sinds 2003 was Riemersma werkzaam voor de uitgeverij Venus. Ook schreef hij een column in de Leeuwarder Courant.

### Romans
- Fabryk (1964)
- By de hannen om't ôf (1965)
- Minskrotten-Rotminsken (1966)
- De moardner komt werom (1967, detective)
- De hite simmer (1968)
- De mon sûnder gesicht (1973, detective)
- Jest yn 'e Ardinnen (1974)
- Myksomatoze (1974)
- De skjintme vurt ferbwólgwódde (1981)
- De reade bwarre (1984)
- Bretagne libre! (1998, novelle)
- Toate-los (1998, novelle)
- Nei de klap (1999)
- Sinleas geweld 2000
- Tinzen oer it Libben en de Dea (2001, onder het pseudoniem Jelke Bos)
- Healwize oanslaggen (2003) (filmscenario)
- De nije Sineeske muorre (2004) (politiek incorrecte roman)
- De fûgel (2008) (roman)
- De acht foar achten trein (2009) (splitscreenroman)

### Verhalenbundels
- De duvel misbiteard (1967)
- Myn folk, myn biminden (1970)
- Oant du dea der óp fólget (1973)
- Fôi en fredeloas (1977)
- In fearnhûndert ferhalen (1996)
- Salang't de beam bloeit (2000)

### Poëzie
- De hite simmer (1968)
- Riemersma II:26-50 (1970)
- Roazen ferwylje (1972)
- Teksten fwar ien hear (1973)
- Argewaasje fûn - argewaasje jûn (1996)

### Toneel
- Elkenientsje (1970)
- It feest (2005) (vertaling van Festen van Thomas Vinterberg)